# Gyula Zsivótzky
Gyula Zsivótzky (25. února 1937, Budapešť – 29. září 2007 tamtéž) byl maďarský atlet, trojnásobný olympijský medailista, mistr Evropy a někdejší držitel světového rekordu v hodu kladivem. Vybojoval také tři zlaté a jednu stříbrnou medaili na světových letních univerziádách (1959, 1961, 1963, 1965).
Jeho syn Attila Zsivóczky se věnuje desetiboji.

## Kariéra

### Mistrovství Evropy
První mezinárodní úspěch zaznamenal v roce 1958 na šestém ročníku Mistrovství Evropy v atletice ve Stockholmu, kde vybojoval výkonem 63,68 metru bronzovou medaili. Na následujícím evropském šampionátu v Bělehradu poslal kladivo do vzdálenosti 69,64 m a stal se mistrem Evropy. Druhý nejdelší hod předvedl Alexej Baltovskij ze Sovětského svazu, který vybojoval stříbro za 66,93 m.

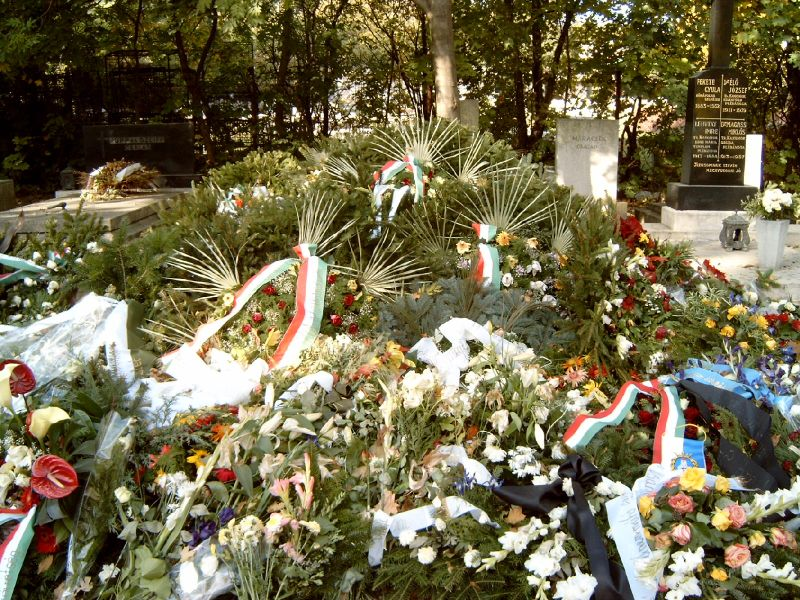
Hrob Gyula Zsivótzkyho v Budapešti

V roce 1966 se konalo ME v Budapešti. Na domácí půdě získal stříbrnou medaili, když prohrál s běloruským kladivářem hájící barvy Sovětského svazu Romualdem Klimem, který jako jediný přehodil sedmdesát metrů. Těsně pod stupni vítězů, čtvrtý skončil na evropském šampionátu v Athénách v roce 1969.

### Olympijské hry
Čtyřikrát reprezentoval tehdejší Maďarskou lidovou republiku na letních olympijských hrách. V roce 1960 na olympiádě v Římě vybojoval výkonem 65,79 m stříbrnou medaili. O čtyři roky později získal stříbro také v Tokiu, kde měřil jeho nejdelší pokus 69,09 m.
Největšího úspěchu dosáhl v roce 1968 na olympiádě v Ciudad de México, kde se stal olympijským vítězem za hod dlouhý 73,36 m. Stříbrný Romuald Klim hodil o osm centimetrů méně. Zúčastnil se také olympijských her 1972 v Mnichově, kde skončil ve finále na pátém místě.

### Světové rekordy
Dvakrát vytvořil v hodu kladivem světový rekord. 4. září 1965 v Debrecínu vylepšil hodnotu světového rekordu Američana Harolda Connollyho o téměř dva a půl metru ze 71,26 m na 73,74 m. Vlastní rekord vylepšil 14. září 1968 v Budapešti o dva centimetry na 73,76 m.